# British Home Championship 1913
British Home Championship 1913 – dwudziesta dziewiąta edycją turnieju piłki nożnej między reprezentacjami z Wielkiej Brytanii. Tytułu broniły Anglia i Szkocja, jednak udało się to tylko tej pierwszej.

## Turniej
| 18 stycznia 1913 | Irlandia | 0 : 1 | Walia · Roberts | Grosvenor Park, Belfast |
|                  |          |       |                 |                         |

| 15 lutego 1913 | Irlandia · Gillespie | 2 : 1 | Anglia · Buchan | Windsor Park, Belfast |
|                |                      |       |                 |                       |

| 3 marca 1913 | Walia | 0 : 0 | Szkocja | Racecourse Ground, Wrexham |
|              |       |       |         |                            |

| 15 marca 1913 | Irlandia · McKnight | 1 : 2 | Szkocja · Reid · Bennett | Dalymount Park, Dublin |
|               |                     |       |                          |                        |

| 17 marca 1913 | Anglia · Fleming · Latheron · McColl · Hampton | 4 : 3 | Walia · Davis · Peake · Meredith | Ashton Gate, Bristol |
|               |                                                |       |                                  |                      |

| 5 kwietnia 1913 | Anglia · Hampton | 1 : 0 | Szkocja | Stamford Bridge, Londyn |
|                 |                  |       |         |                         |

## Tabela
| Msc. | Zespół   | M | W | R | P | Br+ | Br- | Pkt |
| ---- | -------- | - | - | - | - | --- | --- | --- |
| 1    | Anglia   | 3 | 2 | 0 | 1 | 6   | 5   | 4   |
| 2    | Walia    | 3 | 1 | 1 | 1 | 4   | 4   | 3   |
| 2    | Szkocja  | 3 | 1 | 1 | 1 | 2   | 2   | 3   |
| 4    | Irlandia | 3 | 1 | 0 | 2 | 3   | 4   | 2   |

## Strzelcy
2 gole
- Billy Gillespie
- Harry Hampton

1 gol
- James Roberts
- Charles Buchan
- James McKnight
- William Reid
- Alexander Bennett
- Harold Fleming
- Eddie Latheron
- Joseph McColl
- Walter Davis
- Ernest Peake
- Billy Meredith